# Шивалая (подокруг)
Шивалая (бенг. শিবালয়, англ. Shivalaya) — подокруг в центральной части Бангладеш в составе округа Маникгандж. Образован в 1919 году. Административный центр — город Шивалая. Площадь подокруга — 199,07 км². По данным переписи 1991 года численность населения подокруга составляла 143 842 человека. Плотность населения равнялась 723 чел. на 1 км². Уровень грамотности населения составлял 56,54 %. Религиозный состав: мусульмане — 82,88 %, индуисты — 16,88 %, христиане — 0,09 %, прочие — 0,15 %.